# Irina Andrejewna Fedossowa

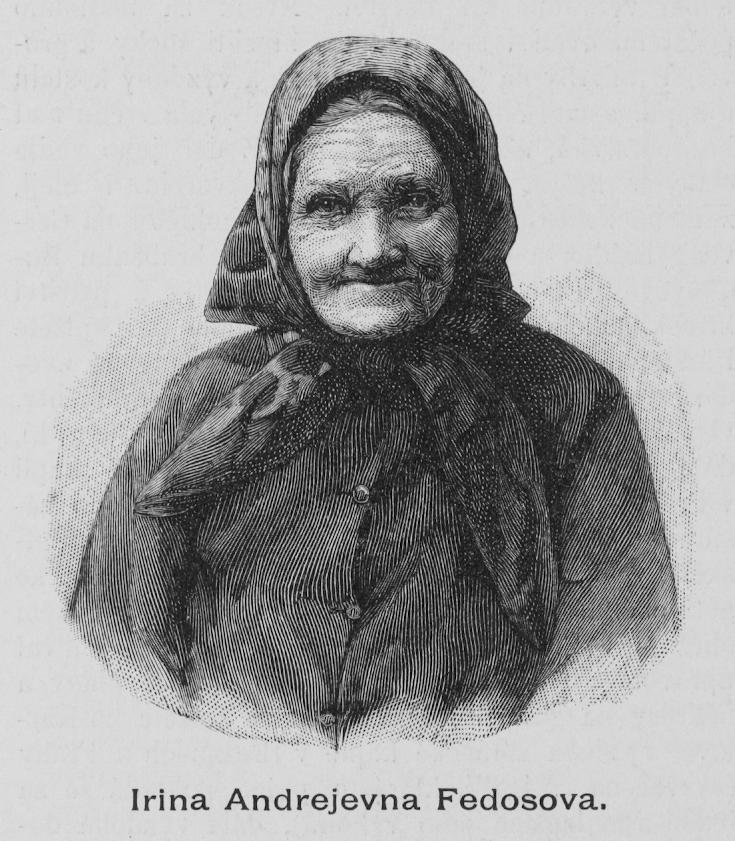
Irina Andrejewna Fedossowa (Jelena Mrosowskaja, 1897)

Irina Andrejewna Fedossowa, geboren Irina Andrejewna Julina, (russisch Ирина Андреевна Федосова; * 17. Apriljul. / 29. April 1827greg. im Dorf Safronowo, Ujesd Petrosawodsk; † 10. Julijul. / 22. Juli 1899greg. im Dorf Lissizyno, Ujesd Petrosawodsk) war eine russische
Geschichtenerzählerin und Volksliedsängerin.

## Leben
Fedossowa stammte aus der kinderreichen Familie Andrei Jefimowitsch Julins und Jelena Petrowna Julinas. Im Alter von sechs Jahren begann Fedossowa zu arbeiten. Im Alter von 12 Jahren wurde sie Hochzeitssängerin. Am Ende der 1840er Jahre war sie in dem Gebiet nördlich des Onegasees (Rajon Medweschjegorsk) als großartiges Klageweib allgemein bekannt. Sie heiratete 1849 Pjotr Trifonowitsch Nowoschilow (1789–1862) und 1863 in zweiter Ehe Jakow Iwanowitsch Fedossow. 1864 zog sie mit der Familie nach Petrosawodsk.
Jelpidifor Barsow, Lehrer des geistlichen Seminars in Olonez, fertigte die ersten volkskundlichen Niederschriften  von Gedichten und Balladen Fedossowas an und veröffentlichte sie 1867 im Olonezer Gouvernementsanzeiger. Fedossowas Hauptwerk waren ihre Klagelieder. Barsow gab einen ersten Band mit Begräbnisliedern 1872 und einen zweiten Band mit Klagen der Rekruten und Soldaten 1882 heraus, während der dritte Band mit Hochzeitsliedern 1885 erschien.
In den 1880er und 1890er Jahren trat Fedossowa in Moskau, St. Petersburg, Nischni Nowgorod und Kasan auf. Ihre Auftritte organisierte der Petrosawodsker Gymnasiallehrer Pawel Winogradow mit Unterstützung des mit ihr verwandten Wirklichen Geheimen Rats (2. Rangklasse) Terti Filippow, des Volkskundlers Fjodor Istomin und anderer Persönlichkeiten des öffentlichen Lebens. Die Presse berichtete über 31 Auftritte hauptsächlich in St. Petersburg und Nischni Nowgorod. Im Januar 1895 trat sie in St. Petersburg im sogenannten Salzstädtchen auf sowie in einer Sitzung der Kaiserlichen Akademie der Wissenschaften (IAN), in einer Sitzung des Archäologischen Instituts, in Gymnasien und in Privathäusern. Sie erhielt eine Silbermedaille für die Bereicherung der russischen Volksdichtung und ein Diplom der IAN. Ab 1895 lebte sie in St. Petersburg im Haus Terti Filippows.
Im Januar 1896 trat Fedossowa in Moskau in einer Sitzung der Gesellschaft der Freunde der Naturwissenschaft, Anthropologie und Ethnographie der Universität Moskau auf, wo sie eine zweite Silbermedaille erhielt, sowie auf Sitzungen der Moskauer Archäologischen Gesellschaft und des Historischen Museums. Im Juni 1896 trat sie in Nischni Nowgorod auf der Allrussischen Kunst- und Industrie-Ausstellung auf, wodurch sie in ganz Russland bekannt wurde. Auf ihren Reisen lernte sie Maxim Gorki, Fjodor Schaljapin, Nikolai Rimski-Korsakow und Mili Balakirew kennen, die sie sehr schätzten. Ihr hörten Alexander Wesselowski, Leonid Maikow, Wsewolod Miller u. a. zu. Gorki stellte sie in seinem Roman Das Leben des Klim Samgin (Жизнь Клима Самгина) dar. Julius Block zeichnete 1896 ihre Stimme mit einem Phonographen auf einem Wachszylinder auf, der erhalten ist.
Barsow, Fjodor Istomin, Georg Dütsch, Pawel Rybnikow, Sergei Rybakow und Olga Agrenewa-Slawjanskaja zeichneten insgesamt mehr als 30.000 Klagelieder und -gedichte, lyrische Lieder, Bylinen, Balladen, Märchen, Sprichwörter und geschichtliche und geistliche Lieder auf.
Im Frühjahr 1899 kehrte Fedossowa nach Karelien zurück. Sie starb in Lissizyno und wurde auf dem Friedhof der Kusarandaer Gemeindekirche bei dem Dorf Jussowa Gora am Ufer des Onegasees begraben.
1981 wurde auf Fedossowas Grab in Kusaranda auf Initiative der Dichter Marat Tarassow und Robert Roschdestwenski eine Grab-Stele aufgestellt. In Petrosawodsk am Haus Nr. 6 des Karl-Marx-Prospekts hängt eine Gedenktafel, und im historischen Teil Petrosawodsks ist eine Straße nahe dem Onegasee-Ufer nach ihr benannt. Die Stadtbibliothek Medweschjegorsk trägt Fedossowas Namen.